# Dombeya ferruginea
Dombeya ferruginea är en malvaväxtart. Dombeya ferruginea ingår i släktet Dombeya och familjen malvaväxter.

## Underarter
Arten delas in i följande underarter:
- D. f. borbonica
- D. f. ferruginea